# Feudă cu steag

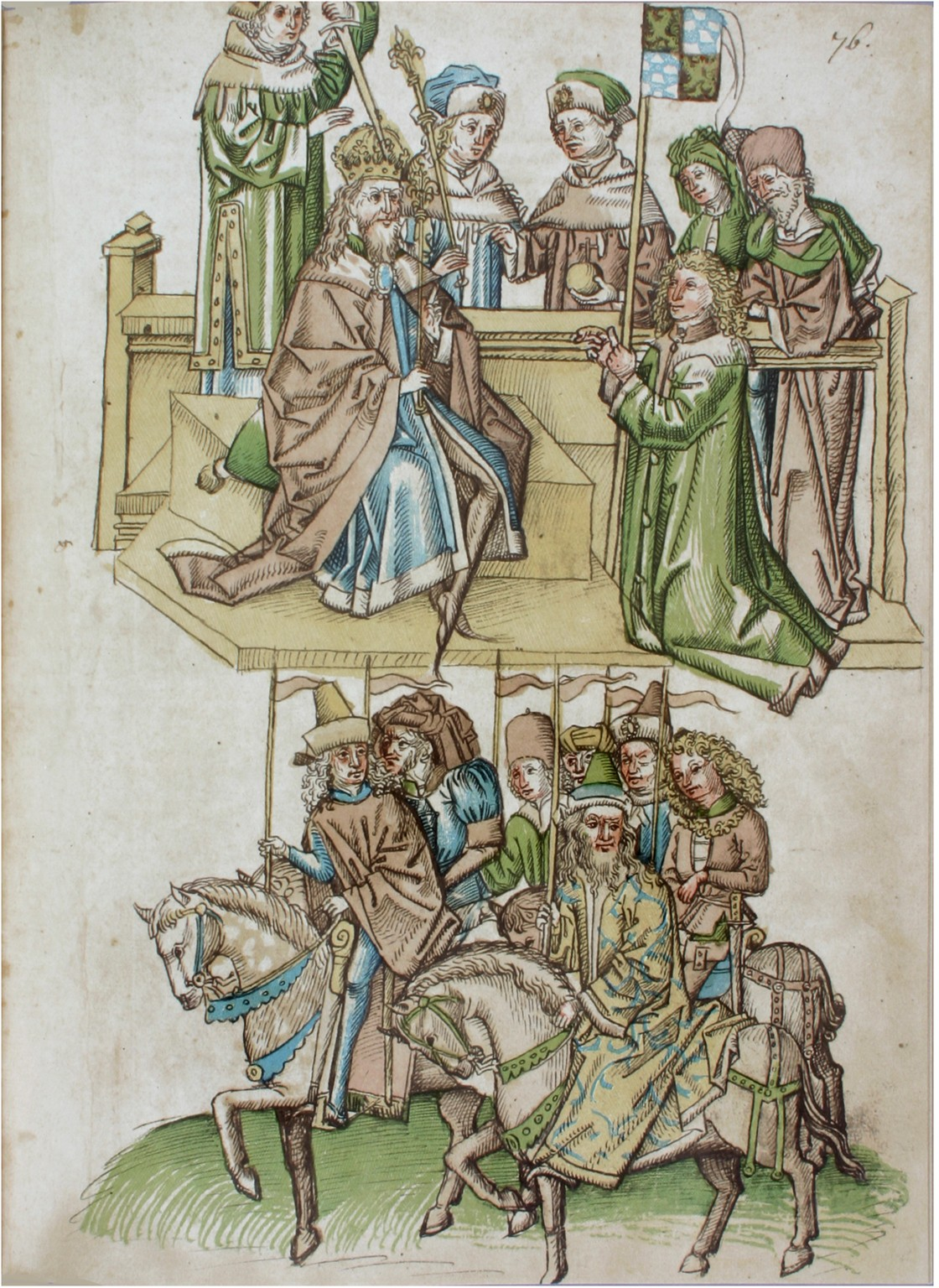
Regele Sigismund de Luxemburg înfeudându-l pe principele elector palatin Ludovic al III-lea la Conciliul de la Konstanz – Palatinatul Elector este simbolizat printr-un steag (Cronica din Richental scrisă de Ulrich, c. 1464)

Feuda cu steag (în latină vexillaria feuda, în germană Fahnlehen) era în Sfântul Imperiu Roman în Evul Mediu o feudă dată de împărat direct principilor laici folosind ca simbol un steag care reprezenta un însemn militar și simbolul unei oștiri. Aflându-se astfel în nemijlocire imperială, aceștia aveau dreptul de a fi judecați doar de împărat fără a putea fi chemați să compară în fața unui alt judecător, ca de exemplu judecătorul curții imperiale.
Feuda cu steag a fost, de asemenea, asociată în mod regulat cu jurisdicția și interdicția. Feudele acordate prinților ecleziaști erau așa-numitele „feude cu sceptru”.
Ultima persoană înfeudată astfel a fost principele elector Moritz de Saxonia deși principele elector August I de Saxonia a fost și el înfățișat într-o procesiune ceremonială cu 13 steaguri la Augsburg în 1566.
Un obicei similar a fost înfeudarea ducilor Prusiei de către regele Poloniei între 1525 și 1660. Ultimul act de acest fel a fost acordarea Ducatului Prusiei principelui elector Frederic Wilhelm la Varșovia în 1641.
În fapt, odată cu introducerea armatelor permanente (formate din profesioniști) în secolul al XV-lea, feudele cu steag și-au pierdut importanța. De asemenea, a existat un alt tip de înfeudare care folosea ca simbol un coif. Înfeudarea cavalerilor se făcea simbolic prin dăruirea unui scut și, prin urmare, acestea se numeau „feude cu scut”. Obiceiul de înfeudare folosind steagul datează de mult timp. Gregor de Tours relatează că regele Guntram I i-a dat întregul regat regelui Childebert al II-lea prin oferirea simbolică a unei lăncii. Steagul și lancea totuși reprezentau simboluri identice deoarece cavalerii obișnuiau să poarte steagul legat de lance. La curtea Stauferilor exista obiceiul ca regatele să fie conferite folosind ca simbol o sabie, iar la conferirea provinciilor se folosea un steag. 
Împăratul Frederic I l-a înfeudat pe regele Svend al Danemarcei în 1152 cu o sabie simbolică. Cu mult înainte de apariția celui mai cunoscut cod juridic din Evul Mediu, Sachsenspiegel, la toate înfeudările principilor spirituali a fost folosit ca simbol sceptrul și la toate înfeudările principilor laici a fost folosit steagul. În 1180 arhiepiscopului de Köln i s-a acordat puterea ducală în Westfalia și Engern folosindu-se simbolic steagul imperial. În 1258 antiregele Alfonso al X-lea l-a înfeudat pe ducele Frederic de Lorena folosind cinci steaguri. Ulterior a devenit obișnuit ca steagurile feudale să poarte stemele teritoriilor acordate și în plus, principii primeau un steag roșu care simboliza dreptul lor de a hotărâ pedeapsa cu moartea.